# جائزة اني جامب كانون لعلوم الفلك

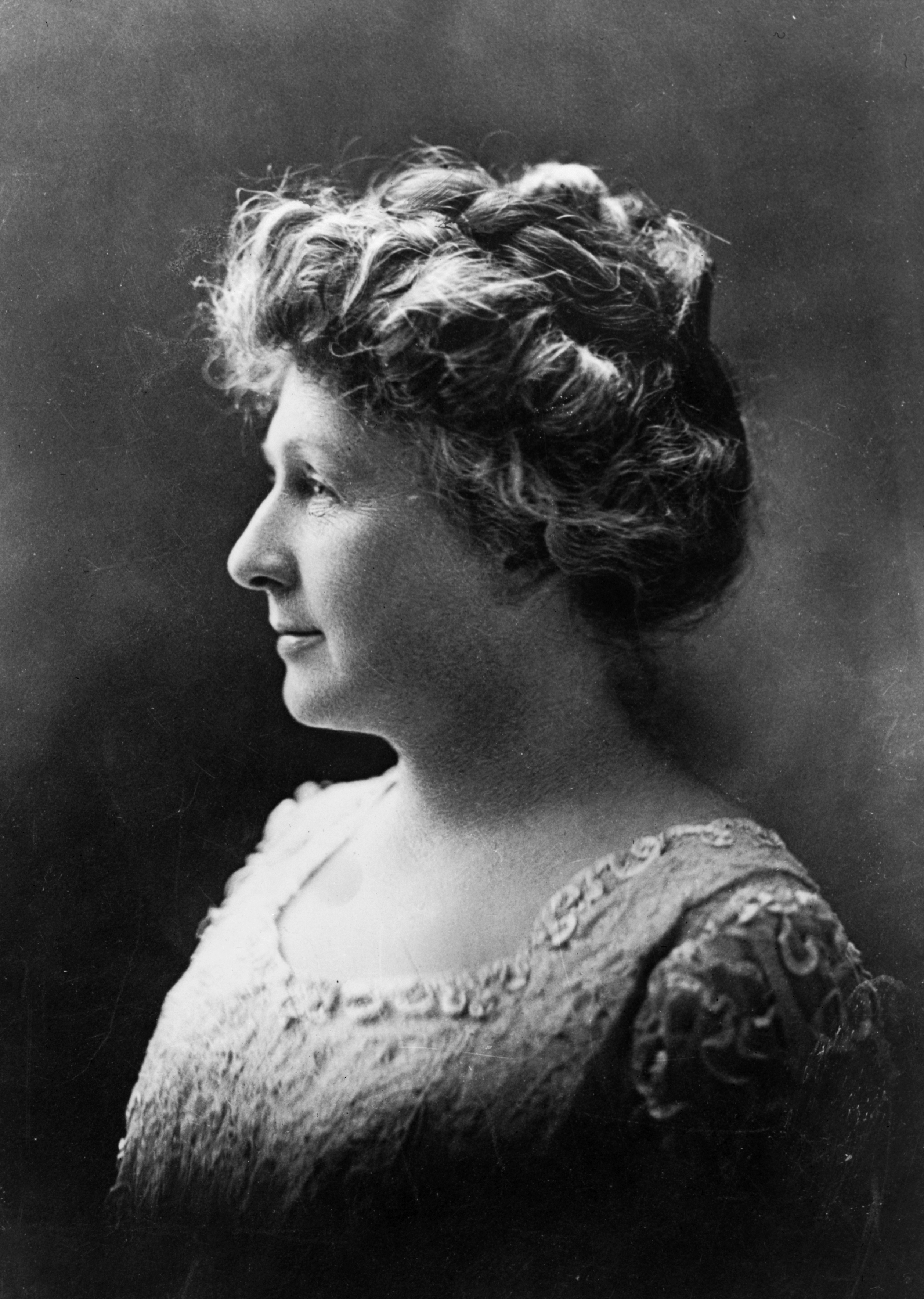

جائزة اني جامب كانون لعلوم الفلك (بالإنجليزية: Annie Jump Cannon Award in Astronomy)‏ تمنح سنويا من خلال الجمعية الفلكية الأمريكية إلى السيدات المقيمات في أمريكا الشمالية، وتمنح لهم في غضون خمس سنوات من استلام شهادة الدكتوراة للمساهمات المتميزة في علم الفلك، أو لمساهمات مماثلة في العلوم ذات الصلة التي لها تطبيق فوري لعلم الفلك. ويتم دعوة الفائزة بالجائزة لتتحدث في اجتماع للجمعية الفلكية الأمريكية ويتم منحها مبلغ تكريم يبلغ 1500 دولار.
من 1973-2004 تم منح الجائزة من خلال الجمعية الأمريكية للنساء الجامعيات علي نصيحة من الجمعية الفلكية الأمريكية. ولقد استأنفت الجمعية الفلكية الأمريكية توزيع الجائزة في عام 2005. سميت الجائزة تكريما للفلكية الأمريكية آني جمب كانون، وهي الجائزة الوحيدة في علم الفلك التي تقتصر على النساء فقط.